# BNS Nirmul
BNS Nirmul là một tàu chiến lớp "Durjoy" thuộc biên chế Hải quân Bangladesh. Đây là con tàu thứ hai thuộc lớp tàu chiến này. Chiếc tàu này phục vụ Hải quân Bangladesh từ năm 2013.

## Phục vụ
BNS Nirmul được đóng tại Nhà máy đóng tàu Vũ Hán, Trung Quốc vào ngày 27 tháng 9 năm 2012. Nó đã tới Bangladesh vào tháng 2 năm 2013. Vào ngày 29 tháng 8 năm 2013, nó đã được ủy thác cho Hải quân Bangladesh với tên BNS Nirmul.
Vào ngày 12 tháng 5 năm 2014, tàu rời đi Liban tham gia Lực lượng Tạm thời của Liên Hợp Quốc ở Lebanon (UNIFIL). Nó thay thế cho tàu BNS Madhumati bắt đầu từ 14 tháng 6 năm 2014.

## Thiết kế
BNS Nirmul có chiều dài 64,2 mét (211 ft), rộng 9 mét (30 ft) và mớn nước 4 mét (13 ft) và tải trọng 648 tấn. Con tàu có Bulbous bow cho thấy nó rất ổn định ở các nước biển nặng. Nó có tốc độ và phạm vi để hỗ trợ nhiệm vụ lâu dài. Các LPC được cung cấp bởi ba Pielstick diesels lái xe ba ốc vít cho một tốc độ hàng đầu 28 hải lý trên giờ (52 km/h; 32 mph). Phạm vi hoạt động của con tàu là 2.500 hải lý (4.600 km; 2.900 mi) và 15 ngày. Con tàu này có thể thực hiện các nhiệm vụ tấn công ở các phạm vi về 2.500 hải lý (4.600 km; 2.900 mi) cũng như thực hiện các hoạt động hạn hẹp Chiến tranh chống tàu ngầm.

## Thiết bị điện tử
Cảm biến chính của con tàu là một Type 360 (SR60) Tìm kiếm bề mặt, radar băng tần E / F. Nó mang radar kiểm soát hỏa lực "MR-123-02 / 76" của Nga cho nòng 76,2mm H/PJ-26 và 2 I-band Type 347G Radar (Rice Bowl) cho pháo 20mm. Để kiểm soát hỏa hoạn C-704 tên lửa, tàu này sử dụng Type 352 (Square Tie) I-band radar có thể được sử dụng như radar tìm kiếm trên mặt đất. Con tàu có  sonar vòm cung ESS-3  với phạm vi hiệu quả về 8.000 mét (26.000 ft) để phát hiện dưới nước. Một hệ thống quản lý chiến đấu JRCSS (CMS) với ít nhất 3 máy đa chức năng cũng được trang bị trên tàu.

## Vũ khí
LPC được trang bị một máy 76,2mm H/PJ-26 súng hải quân và bốn C-704) tên lửa đất đối đất (SSM) gắn phía sau. Ngoài ra, nó có hai Oerlikon 20 mm cannon có thể được sử dụng trong vai trò chống máy bay. Để sử dụng trong Anti-submarine warfare (ASW) nó có hai máy phóng tên lửa ASDS 6 ống EDS-25A 250mm và mồi giả.

## Nhiệm vụ
Nhiệm vụ chính của họ là bảo vệ cả đội tàu đánh cá, các mỏ dầu và khí đốt và các Khu kinh tế khác. Ngoài ra, họ cũng có thể phục vụ trong vai trò chống tàu cũng như thực hiện các hoạt động chống tàu ngầm hạn chế (ASW).